# Pomacentrus wardi
Pomacentrus wardi là một loài cá biển thuộc chi Pomacentrus trong họ Cá thia. Loài này được mô tả lần đầu tiên vào năm 1927.

## Từ nguyên
Từ định danh được đặt theo tên của nhà tự nhiên học Charles Melbourne Ward (1903 – 1966), là người đã thu thập mẫu định danh của loài cá này.

## Phạm vi phân bố và môi trường sống
P. wardi là một loài đặc hữu của Úc, được tìm thấy trải dài từ vịnh Carpentaria (Lãnh thổ Bắc Úc) đến Sydney (New South Wales). P. wardi sinh sống gần những rạn san hô viền bờ hoặc trong đầm phá ở độ sâu đến 20 m.

## Mô tả
Chiều dài lớn nhất được ghi nhận ở P. wardi là 8 cm.
Số gai ở vây lưng: 13; Số tia vây ở vây lưng: 14–16; Số gai ở vây hậu môn: 2; Số tia vây ở vây hậu môn: 14–15; Số gai ở vây bụng: 1; Số tia vây ở vây bụng: 5.

## Sinh thái học
Thức ăn của P. wardi bao gồm tảo và các loài động vật phù du. Cá đực có tập tính bảo vệ và chăm sóc trứng.